# International Hotel Management Institute Switzerland
Das IMI International Management Institute ist eine führende Schweizer Hotel-Fachschule, an der Tourismus, Hotellerie, Events, Business und Marketing Management und Culinary Arts unterrichtet werden.
Angeboten werden Programme vom Zertifikat bis zum Bachelor of Arts (BA) und Master of Science (MSc). Das Unterrichtsprogramm ermöglicht es jedem Studierenden, spezielle Bereiche zu kombinieren, die ihn interessieren, um ein Programm zusammenzustellen, welches am besten seinen Karrierewünschen entspricht.
Der Unterricht findet auf Englisch statt. IMI's Ausbildungspartner sind die Manchester Metropolitan University und die Oxford Brookes University in England.

## Kurse
Von der  Manchester Metropolitan University validierte Undergraduate Kurse
- BA Degree with Honours in International Hotel and Tourism Management
- BA Degree with Honours in International Hotel and Events Management
- BA Degree with Honours in International Hospitality Entrepreneurship
- BA Degree with Honours in Global Business Management
- BA Degree with Honours in Global Marketing Management

Von der  Oxford Brookes University validierte Undergraduate Kurse
- BA Degree with Honours in International Culinary Arts

Postgraduate Kurse
- Master of Science (MSc) in International Hospitality and Events Management
- Postgraduate Diploma in International Hotel and Events Management
- Postgraduate Diploma in International Culinary Arts